# Марсовац: Спасилачка мисија
Марсовац: Спасилачка мисија (енгл. The Martian) амерички је научнофантастични филм из 2015. године, у режији Ридлија Скота. Снимљен је по сценарију Друа Годарда написаном по мотивима романа Марсовац Ендија Вира. Продуценти филма су Сајмон Кинберг, Ридли Скот, Мајкл Шејфер, Адитја Суд и Марк Хафам. Радња прати астронаута Марка Ватнија, који покушава да опстане на Марсу након што га је његова посада напустила мислећи да је погинуо. Главну улогу тумачи Мет Дејмон, а поред њега у филму наступају Џесика Частејн, Кристен Виг, Џеф Данијелс, Мајкл Пења, Кејт Мара, Шон Бин, Себастијан Стен, Аксел Хени и Чуетел Еџиофор.
Филм је снимљен у ко-продукцији Сједињених Држава и Уједињеног Краљевства, а дистрибуирао га је студио 20th Century Fox. Продуцент Сајмон Кинберг је почео развој филма након што је Фокс прибавио филмска права на роман у марту 2013, на основу кога је Дру Годард написао сценарио и првобитно је замишљен и као режисер, али филм није напредовао. Ридли Скот га је заменио као режисер и са Дејмоном у главној улози, продукција филма је одобрена. Снимање је почело у новембру 2014. и трајало је око седамдесет дана. Двадесет филмских сетова је направљено у Будимпешти, на једном од највећих звучих позорница на свету. Филм је такође сниман у Вади Руму у Јордану.
Марсовац је премијерно приказан на Филмском фестивалу у Торонту 11. септембра 2015, а у биоскопима се почео приказивати 30. септембра 2015. Наишао је на позитивне реакције критичара, који су посебно похвалили визуелне ефекте, научну тачност и глуму Мета Дејмона. Широм света је зарадио преко 630 милиона долара, што га чини десетим најуспешнијим филмом из 2015. године. Филм је номинован за седам Оскара, укључујући номинације за најбољи филм, најбољи адаптирани сценарио и најбољег глумца у главној улози (Мет Дејмон). Такође је освојио две награде Златни глобус, у категоријама за најбољи филм (мјузикл или комедија) и најбољег главног глумца (мјузикл или комедија). Дејмон је такође био номинован за награду БАФТА за најбољег глумца у главној улози и награду Удружења телевизијских филмских критичара за најбољег глумца у главној улози.

## Радња
За време мисије на Марсу након снажне олује остали мисле да је астронаут Марк Ватни мртав и одлазе. Али Ватни је преживео и остао сâм на негостољубивој планети. Пошто му је остало изузетно мало залиха, мора да се ослони на своју генијалност, домишљатост и дух како би опстао и нашао начин да пошаље сигнал Земљи да је жив. Милионима километара далеко, НАСА и тим међународних научника неуморно покушавају да смисле како да „Марсовца“ врате кући, док чланови његове посаде кују смео и одважан план спасавања. Док се откривају приче о невероватној храбрости, цео свет навија за његов безбедан повратак.

## Улоге
| Глумац          | Улога         |
| --------------- | ------------- |
| Мет Дејмон      | Марк Ватни    |
| Џесика Частејн  | Мелиса Луис   |
| Кристен Виг     | Ани Монтроуз  |
| Џеф Данијелс    | Теди Сандерс  |
| Мајкл Пења      | Рик Мартинез  |
| Кејт Мара       | Бет Џохансен  |
| Шон Бин         | Мич Хендерсон |
| Себастијан Стен | Крис Бек      |
| Аксел Хени      | Алекс Вогел   |
| Чуетел Еџиофор  | Винсент Капур |
| Доналд Главер   | Рич Парнел    |
| Бенедикт Вонг   | Брус Нг       |
| Макензи Дејвис  | Минди Парк    |
| Наоми Скот      | Рјоко         |
| Ник Мохамед     | Тим Грајмс    |
| Еди Ко          | Гуо Минг      |
| Чен Шу          | Џу Дао        |